# Godziesze Wielkie (gemeente)
De gemeente Godziesze Wielkie is een landgemeente in het Poolse woiwodschap Groot-Polen, in powiat Kaliski.
De zetel van de gemeente is in Godziesze Wielkie.
Op 30 juni 2004 telde de gemeente 8226 inwoners.

## Oppervlaktegegevens
In 2002 bedroeg de totale oppervlakte van gemeente Godziesze Wielkie 105,07 km², waarvan:
- agrarisch gebied: 78%
- bossen: 15%

De gemeente beslaat 9,06% van de totale oppervlakte van de powiat.

## Demografie
Stand op 30 juni 2004:
| Omschrijving                   | Totaal | Totaal | Vrouwen | Vrouwen | Mannen | Mannen |
| ------------------------------ | ------ | ------ | ------- | ------- | ------ | ------ |
| eenheid                        | aantal | %      | aantal  | %       | aantal | %      |
| inwoners                       | 8226   | 100    | 4127    | 50,2    | 4099   | 49,8   |
| bevolkingsdichtheid (inw./km²) | 78,3   | 78,3   | 39,3    | 39,3    | 39     | 39     |

In 2002 bedroeg het gemiddelde inkomen per inwoner 1194,72 zł.

## Administratieve plaatsen (sołectwo)
Bałdoń, Biała, Borek, Godziesze Małe (2 sołectwo), Godziesze Wielkie, Godzieszki, Józefów, Nowa Kakawa, Stara Kakawa, Kąpie, Kakawa-Kolonia, Końska Wieś, Krzemionka, Rafałów, Saczyn, Skrzatki, Stobno (2 sołectwo), Takomyśle, Wola Droszewska, Wolica, Zadowice, Zajączki Bankowe, Żydów.

## Aangrenzende gemeenten
Brzeziny, Kalisz, Nowe Skalmierzyce, Opatówek, Sieroszewice, Szczytniki